# Cyrano (entreprise)
Pour les articles homonymes, voir Cyrano.
Cyrano est un ancien constructeur automobile français.

## Production
Richard Popp a commencé en 1899 avec la reproduction sous licence de véhicules de la société Lacoste & Battmann. La production a commencé dans la commune de Bergerac. Construit dans les ateliers Gillet Popp et cie basés à Bergerac dans le département français de la Dordogne.
À partir de 1900, un moteur à deux cylindres est disponible. Le moteur se composait de deux moteurs monocylindres, un de chaque côté du châssis. Le moteur bicylindre avait 2827 cm³ avec un alésage de 100 mm et une course de 180 mm. Le moteur provenait de la société Klaus et produisait 5 ch à 300 tr/min. La boîte de vitesses avait 4 vitesses et les vitesses de pointe suivantes étaient atteintes dans les différents rapports : 1re vitesse 8 km/h, 2e vitesse 16 km/h, 3e vitesse 24 km/h, et 4e vitesse 32 km/h. Le poids à vide était de 380 kg. Il y avait les styles de carrosserie Phaeton pour deux personnes et Vis-à-vis pour quatre personnes. Les pneus avaient un diamètre de 700 mm à l’avant et de 800 mm à l’arrière. Le prix de vente était de 4800 francs. De plus, un moteur de 3 HP était également disponible. La production s’est terminée en 1900.